# Mecanisme de tipus de canvi
El Mecanisme de tipus de canvi (MTC), també conegut com a Mecanisme Europeu de Canvi (MEC), (en anglès ERM) és un acord pactat al març de 1979, juntament amb la creació del Sistema Monetari Europeu (SME), pels participants inicials de la Unió Europea per establir un mecanisme de control dels tipus de canvi de les seves divises i reduir la variabilitat del tipus de canvi intentant aconseguir l'estabilitat monetària en Europa. El Sistema Monetari Europeu va ser signat per França, Alemanya, Itàlia, Bèlgica, Dinamarca, la República d'Irlanda, Luxemburg, els Països Baixos i el Regne Unit. Fora del Regne Unit, els altres vuit membres van subscriure el MTC, que era el component central del SME, per a això van restringir els tipus de canvi de les seves monedes a uns marges de fluctuació específics, amb l'objectiu d'ajudar al procés a llarg termini d'unió monetària europea per mitjà de la creació d'una unitat de compte i canvi única, la Unitat Monetària Europea (ECU), per als Estats de la Unió Europea i que amb el transcurs dels anys va quallar en l'actual Unió econòmica i monetària i la introducció d'una moneda comuna, l'euro, a partir de l'1 de gener de 1999.

## Inicis
A principis de 1979, les taxes d'inflació anuals dels països europeus fluctuaven entre 2,7% d'Alemanya al 12,1% d'Itàlia; no obstant això, mitjançant una barreja de cooperació de polítiques i realineacions, l'acord de MTC va poder sobreviure i fins i tot es va incrementar en unir-se Espanya el 1989, Regne Unit el 1990 i Portugal a inicis de 1992. Tot i aquesta millora, el MTC va sofrir una greu crisi al setembre de 1992 quan Itàlia i el Regne Unit el van abandonar a causa de la crisi monetària europea que va forçar, a l'agost de 1993, als membres restants a retrocedir a uns marges dels tipus de canvi molt amplis.
El funcionament del MTC comptava amb diversos mecanismes de seguretat que van ajudar en els seus inicis a reduir la freqüència de tals crisis. El MTC no era un sistema de tipus de canvi fixos en sentit estricte. La paritat central podia variar-se baix acord dels seus membres, per la qual cosa es tractava més aviat d'un sistema de tipus de canvi ajustables. Així, la major part dels tipus de canvi fixats pel MTC fins a agost de 1993 podia fluctuar, sigui a l'alça o a la baixa, en un 2,25% respecte a un valor de paritat assignat, encara que diversos membres van poder negociar bandes de 6%, amb la qual cosa van conservar una major flexibilitat per triar la seva política monetària. L'agost de 1993, la majoria de les bandes es van ampliar al 15% a causa de la pressió dels atacs especulatius.
El sistema també va preveure grans provisions d'extensió de crèdit dels membres de moneda forta (com el marc alemany) als de moneda feble (com la pesseta espanyola).

## MTC II
Amb l'entrada en funcionament de l'euro, va quedar obsolet l'antic sistema monetari europeu, per la qual cosa es va establir un nou mecanisme de tipus de canvi, conegut com a MTC II. Aquest acord signat entre el Banc Central Europeu i els bancs centrals nacionals dels països membres que no formen part de la zona de l'euro, té com a objectiu mantenir l'estabilitat dels tipus de canvi entre l'euro i les monedes nacionals participants en el MTC II per evitar fluctuacions dels tipus de canvi. El funcionament d'aquest mecanisme consisteix a fixar una taxa central de canvi respecte de l'euro per la moneda de l'estat participant. La moneda pot fluctuar com a màxim un 15% per sobre o per sota d'aquesta taxa central. Per tal de mantenir aquest marge de fluctuació el BCE i el banc central de l'estat participant coordinen les seves intervencions.